# Othmaringhausen
Othmaringhausen ist eine Hofschaft in Halver im Märkischen Kreis im Regierungsbezirk Arnsberg in Nordrhein-Westfalen (Deutschland).

## Lage und Beschreibung
Othmaringhausen liegt auf 405 Meter über Normalnull im nordöstlichen Halver in der Quellmulde des Steinbachs, einem Zufluss der Hälver, an der Stadtgrenze zu Schalksmühle. Nordöstlich von Othmaringhausen erhebt sich mit 435,2 Metern über Normalnull eine kleine Anhöhe, südlich eine weitere mit 425,7 Metern. Der Ort ist über eine Zufahrt von einer Nebenstraße zu erreichen, die bei Krause Buche von der Landesstraße L528 abzweigt und Halver mit Schalksmühle verbindet. Nachbarorte sind  Schöneberge, Heerenfelde, Streitstück, Wiene und das zu Schalksmühle gehörende Herberge.

## Geschichte
Othmaringhausen („Haus der Sippe des Othmars“) wurde erstmals 1277 urkundlich erwähnt, die Entstehungszeit der Siedlung (-inghausen-Form) wird aber für den Zeitraum zwischen 500 und 550 infolge der ersten sächsischen Landnahme vermutet. Somit gehört Othmaringhausen zu den ältesten Siedlungen in Halver.
1818 lebten 16 Einwohner im Ort. 1838 gehörte Othmaringhausen unter dem Namen Otmeringhausen der Gloerfelder Bauerschaft innerhalb der Bürgermeisterei Halver an. Der laut der Ortschafts- und Entfernungs-Tabelle des Regierungs-Bezirks Arnsberg als Hof kategorisierte Ort besaß zu dieser Zeit zwei Wohnhäuser und vier landwirtschaftliche Gebäude. Zu dieser Zeit lebten 20 Einwohner im Ort, allesamt evangelischen Glaubens.
Das Gemeindelexikon für die Provinz Westfalen von 1887 gibt eine Zahl von 42 Einwohnern an, die in drei Wohnhäusern lebten.

## Wirtschaft
Neben Land- und Forstwirtschaft gibt es in Othmaringhausen seit 1998 die Einrichtung einer Therapie- und Lebensgemeinschaft in Form einer Wohngruppe für Menschen mit psychischen Erkrankungen. Es gibt am Ort nur noch einen landwirtschaftlichen Vollerwerbsbetrieb, den Biohof Keßler. Er wird in achter Generation familiengeführt und hat seinen Sitz im 1593 errichteten Stammhaus.

## Persönlichkeiten
- Carl Benscheidt (1858–1947), Unternehmer, Gründer des Fagus-Werks in Alfeld (Leine), wurde in Othmaringhausen geboren